# Cyrtodactylus aurensis
Cyrtodactylus aurensis este o specie de șopârle din genul Cyrtodactylus, familia Gekkonidae, ordinul Squamata, descrisă de Grismer în anul 2005. Conform Catalogue of Life specia Cyrtodactylus aurensis nu are subspecii cunoscute.